# Andrzej Sarwa
Andrzej Juliusz Sarwa (Sandomierz, 12 d'abril de 1953) és un escriptor polonès, membre de l'Associació d'escriptors polonesos, de l'Associació de periodistes polonesos, honrat amb el “Merit per a la cultura polonesa”, autor de més de 200 llibres i alguns centenars d'articles de diferents dominis, incloent treballs de teologia del domini d'escatologia i demonologia, Alguns d'aquests treballs constitueixen la lectura per als estudiants de ciència de les religions i teologia a més d'una desena de les universitats poloneses més prestigioses (entre d'altres la Universitat Jagellon a Cracòvia, la Universitat de Łódź, la Universitat Catòlica de Lublin, i la Universitat de Stefan Wyszyńesquí a Varsòvia).

## Obres

### Novel·les
- Opowieść o Halinie, córce Piotra z Krępy (1991)
- Cień Władcy Sabatu (1993)
- Pąsowy liść klonu (2012)
- Uwikłany (2013)
- Szepty i cienie (2013)
- Ziarna ocalenia (2013)
- Wieszczba krwawej głowy (2017)

### Reculls de novel·les curtes
- Gałązka rajskiej jabłoni, (1991)
- Tam Lin i królowa elfów, (2008)
- Tajemnica Wysp Koralowych, (2013)
- Strzyga, (2006, rééd. 2008, 2014)
- W stronę horyzontu Opowieści niezwykłe, (2017); edició ucraïnesa: В бік виднокраю. Оповідки незвичайні, (2017)

### Poesia
- Tarnina, (1991)
- Pochody (1991); edició anglesa : The marchers (2000)
- Poezje zebrane (2015); edició italiana: Poesia di Andrzej Juliusz Sarwa (2017)

### Ciències de les religions
- Herezjarchowie i schizmatycy, (1991)
- Rzeczy ostateczne człowieka i świata Eschatologia Kościoła Wschodniego (2003)
- Rzeczy ostateczne człowieka i świata Eschatologia islamu (2003)
- Rzeczy ostateczne człowieka i świata Eschatologia zaratusztrianizmu (2005)
- ycie przed życiem, życie po życiu? Rzeczy ostateczne człowieka i świata w tradycjach niebiblijnych (2010)